# Libuše Šilhánová
Libuše Šilhánová (10. dubna 1929 Vrdy – 10. října 2016 Praha) byla česká novinářka a socioložka, signatářka Charty 77.

## Život
Narodila se 10. dubna 1929. V roce 1957 absolvovala Filozofickou fakultu Univerzity Karlovy. Nejprve pracovala jako učitelka. Později pracovala v Ústavu sociálních a politických věd Univerzity Karlovy. Od roku 1957 byla členkou Komunistické strany Československa ze které byla v roce 1970 vyloučena. Důvodem byl otevřený protest proti okupaci Československa. V roce 1988 se zapojila do činnosti Českém helsinského výboru, v letech 2007 až 2008 byla jeho předsedkyní. V roce 2001 ji prezident Václav Havel vyznamenal medailí Za zásluhy. V roce 2007 natočila Česká televize její portrét v cyklu Ženy Charty 77.